# Exoplanet Characterisation Observatory
The Exoplanet Characterisation Observatory (EChO) — космический телескоп, предложенный в рамках программы Cosmic Vision Европейского космического агентства.
В случае реализации EChO будет первой специализированной миссией по исследованию атмосфер экзопланет в контексте пригодности этих планет для жизни. Телескоп обеспечит высокое разрешение для спектроскопических наблюдений на разных длинах волн и позволит измерить спектры пропускания, отражения и излучения атмосфер в непрерывном диапазоне длин волны от оптического до инфракрасного. Благодаря подробным измерениям спектрального распределения энергии и спектрального излучения молекул воды (H2O), оксида углерода (CO), диоксида углерода (CO2), метана (СН4) и аммиака (NН3) можно будет установить многие важные атмосферные параметры, в том числе химический состав, тепловой режим и, возможно, временные и пространственные вариации атмосферной структуры.
Выборка из около 100 экзопланет, охватывающая широкий диапазон масс (от Юпитеров до суперземель) и температур (от горячих планет с температурой выше 700 К до похожих на Землю с 250—350 К), а также вращающихся вокруг звёзд различных спектральных классов (F, G, K и M-классов) позволит телескопу не только исследовать физику и химию атмосфер экзопланет, но и поможет определить механизмы, управляющие формированием экзопланет.
Обсерватория будет выведена на орбиту вокруг точки Лагранжа L2, 1,5 млн км от Земли в направлении от Солнца. Запуск запланирован на 2024 год.